# Ceremonial Oath
Ceremonial Oath var et svensk melodisk dødsmetal-band der blev stiftet tidligt i 1990'erne under navnet Desecrator. Bandet brød op i 1995 og gennem deres korte karriere havde de fået udgivet 2 demoer 1 EP og 2 albums.

## Diskografi
- Promo 1991 (Demo, 1991)
- Lost Name of God (EP, 1992, Corpse Grinder Records)
- The Book of Truth (Album, 1993, Modern Primitive Records)
- Carpet (Album, 1995, Black Sun Records)

### Udgivelser under navnet Desecrator
- Wake The Dead (Demo)
- Black Sermons (Demo)

## Medlemmer
- Anders Fridén – Vokal (1993 – 1995)
- Anders Iwers – Guitar (1989 – 1995)
- Mikael Andersson – Guitar (1993 – 1995)
- Thomas Johansson – Bas (1993 – 1995)
- Markus Nordberg – Trommer (1989 – 1995)

### Forrige medlemmer
- Jesper Strömblad – Bas (1990 – ???)
- Oscar Dronjak – Vokal, guitar (1990 – 1993)

### Periodemedlemmer
- Tomas Lindberg – Vokal på 8 sange på Carpet albummet (1995)